# Kanton Marie-Galante
Kanton Marie-Galante (francouzsky Canton de Marie-Galante) je francouzský kanton v departementu Guadeloupe v regionu Guadeloupe. Byl ustaven v roce 2015 a tvoří ho obce Grand-Bourg, Capesterre-de-Marie-Galante a Saint-Louis na ostrově Marie-Galante.